# Cenchrus biflorus
Cenchrus biflorus ist eine Pflanzenart aus der Gattung Stachelgräser (Cenchrus) innerhalb der Familie der Süßgräser (Poaceae). Sie ist vor allem in semiariden und ariden Gebieten Afrikas und Asiens verbreitet.

## Beschreibung
Cenchrus biflorus ist eine einjährige krautige Pflanze, die in lockeren Horsten wächst. Die aufsteigenden Halme erreichen eine Wuchshöhe von etwa 1 Meter. Die Laubblätter sind wechselständig an den Halmen angeordnet. Die flache, lineale Blattspreite ist 2 bis 25, selten bis zu 35 cm lang sowie 2 bis 7, selten bis zu 10 mm breit und läuft in eine fadenförmige Spitze aus. Die Ligula besteht aus einer Reihe von Haaren. 
Der Blütenstand ist eine 2 bis 15 cm lange sowie 9 bis 12 mm breite Ährenrispe. Jeweils ein bis drei Ährchen sind von einer dornigen Hülle umschlossen. Die kantige Ährchenachse ist wellig gebogen. Die mit zahlreichen Dornen besetzte Hülle ist eiförmig und 4 bis 11 mm lang. Die inneren Dornen sind aufrecht und am Grund miteinander verwachsen, die zurückgebogene Dornenspitze ist mit rückwärtsgerichteten Haaren besetzt; die äußeren Dornen sind kürzer und stehen ab. Die lanzettlichen, spitzen Ährchen sind 3,5 bis 6 mm lang. Sie bestehen aus zwei Hüllspelzen, die kürzer als das Ährchen sind, und üblicherweise aus zwei Blüten. Die untere der beiden Blüten ist männlich oder steril mit häutiger Deckspelze, die so lang wie das Ährchen ist. Die obere Blüte ist zwittrig mit dünn ledriger, ähnlich langer Deckspelze. In einer Blüte gibt es drei Staubblätter. Der kahle, oberständige Fruchtknoten endet in zwei behaarten Narben. Die Früchte sind der Länge nach von Vorder- zu Rückseite abgeflachte Karyopsen mit einer Länge von 2 bis 2,5 mm sowie einer Breite von 1,5 bis 2 mm. 
Es wurden bei Cenchrus biflorus an Gameten mit haploidem Chromosomensatz gezählte Chromosomenzahlen von n = 15, 16, 17, 18 und 24 nachgewiesen.

## Vorkommen
Das Verbreitungsgebiet von Cenchrus biflorus erstreckt sich vom tropischen Afrika über die Arabische Halbinsel und Iran bis zum indischen Subkontinent. Besonders dicht ist das Vorkommen in der Sahelzone und der südlichen Sahara. Darüber hinaus wurde die Grasart unter anderem in Australien und Nordamerika eingeführt. Sie ist vor allem in Gebieten bis zu einer Höhenlage von 1300 Metern mit semiaridem oder aridem Klima und einem Jahresniederschlag von 250 bis 650 mm anzutreffen. Sie bevorzugt trockene, sandige Böden und von Bodendegradation betroffene Standorte.

## Systematik
Cenchrus biflorus gehört zur Gattung der Stachelgräser (Cenchrus). Sie ist eng mit den Lampenputzergräsern verwandt. Die Erstbeschreibung von Cenchrus biflorus erfolgte posthum 1820 durch den britischen Botaniker William Roxburgh, dessen Flora Indica erst fünf Jahre nach seinem Tod veröffentlicht wurde. Das Typusexemplar stammte von der Koromandelküste. Synonyme für Cenchrus biflorus Roxb. sind beispielsweise: Elymus caput-medusae Forssk., Cenchrus catharticus Schltdl. und Cenchrus catharticus Delile.

## Trivialnamen
Trivialnamen vor allem in französischsprachigen Regionen sind cram-cram und im englischsprachigen Raum Indian sandbur. Weitere Trivialnamen sind Bhurat und Bhurut in Indien, Haskaneet in Sudan, K’arangiya auf Hausa und Ngibbi auf Kanuri.

## Verwendung

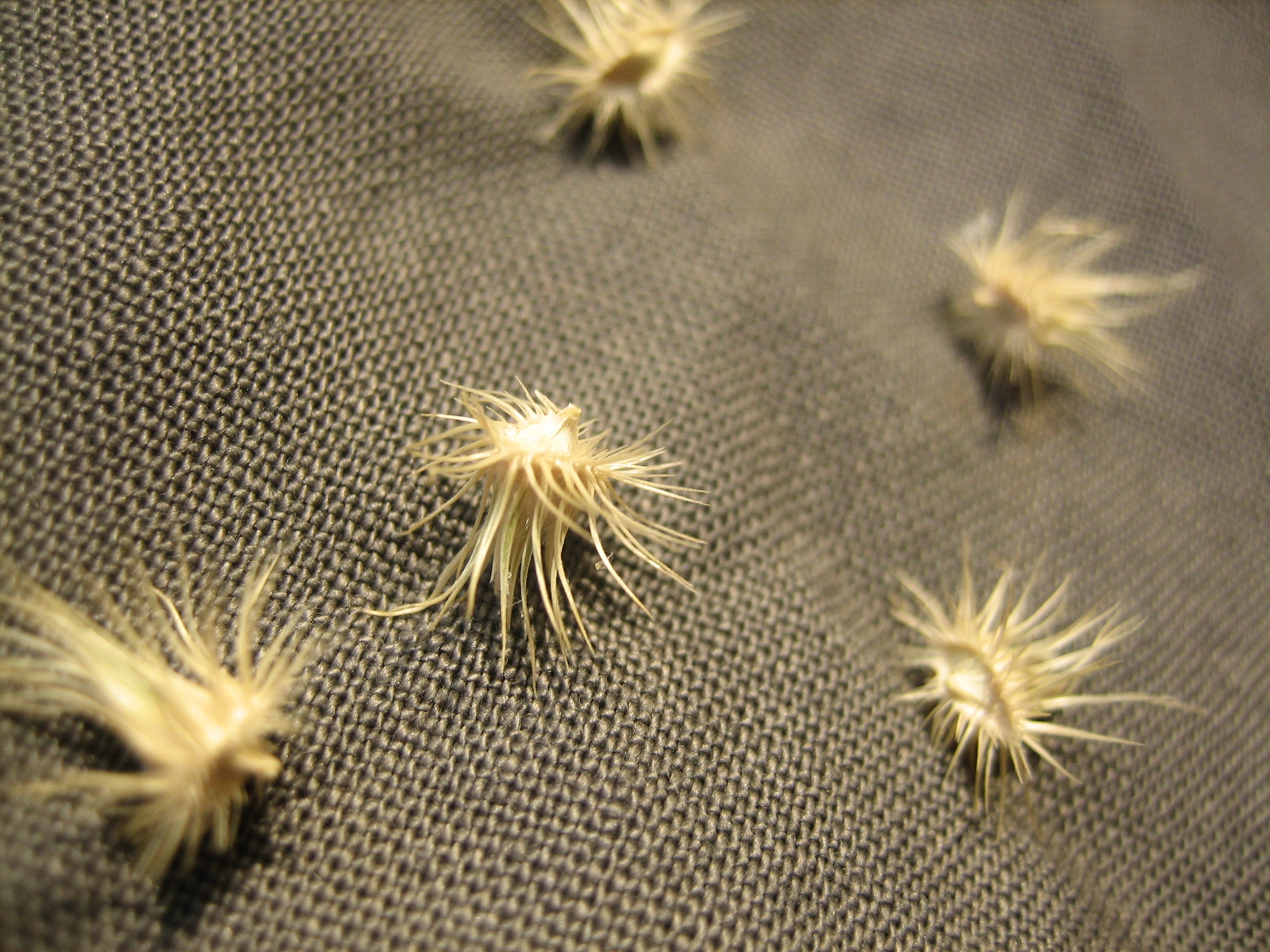
Trockene Ährchen von Cenchrus biflorus auf einem Tuch

In der Sahelzone ist Cenchrus biflorus als Viehfutter von Bedeutung. Als junge Pflanze – sowie wenn ihre dornigen Ährchen wieder abgefallen sind – dient sie dem Vieh zum Grasen. Zudem kann sie während der Regenzeit mehrmals gemäht werden, um daraus Heu und Silage herzustellen, die bis zum Ende der Trockenzeit haltbar sind.
Die Körner sind für Menschen essbar und verglichen mit anderem Getreide besonders reich an Proteinen und Fetten. Sie finden entsprechend als Nahrungsmittel Verwendung, allerdings meist nur in Zeiten von Nahrungsknappheit. Die Körner werden zerstampft und roh gegessen sowie zu Brei oder – etwa in Darfur, Kordofan und Rajasthan – zu Brot weiterverarbeitet. Die Wurzeln sind eine Zutat traditioneller Aphrodisiaka.